# دهان‌بالایان
دهان‌بالایان (نام علمی: Anostomidae) نام یک تیره از راسته تتراسانان است.